# Muralha do Escultor

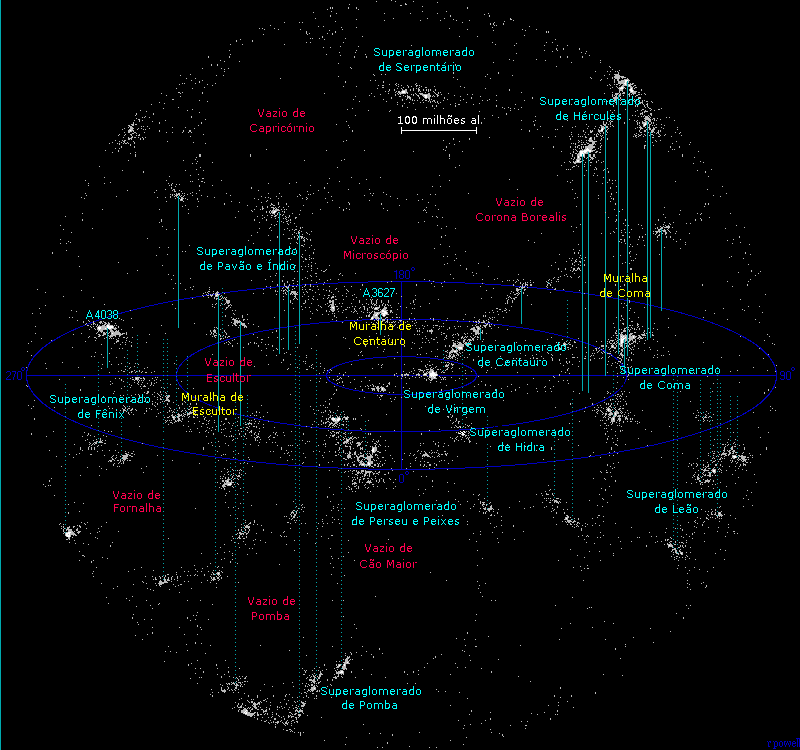
O universo num raio de 500 milhões de anos-luz, incluindo a muralha do Escultor.

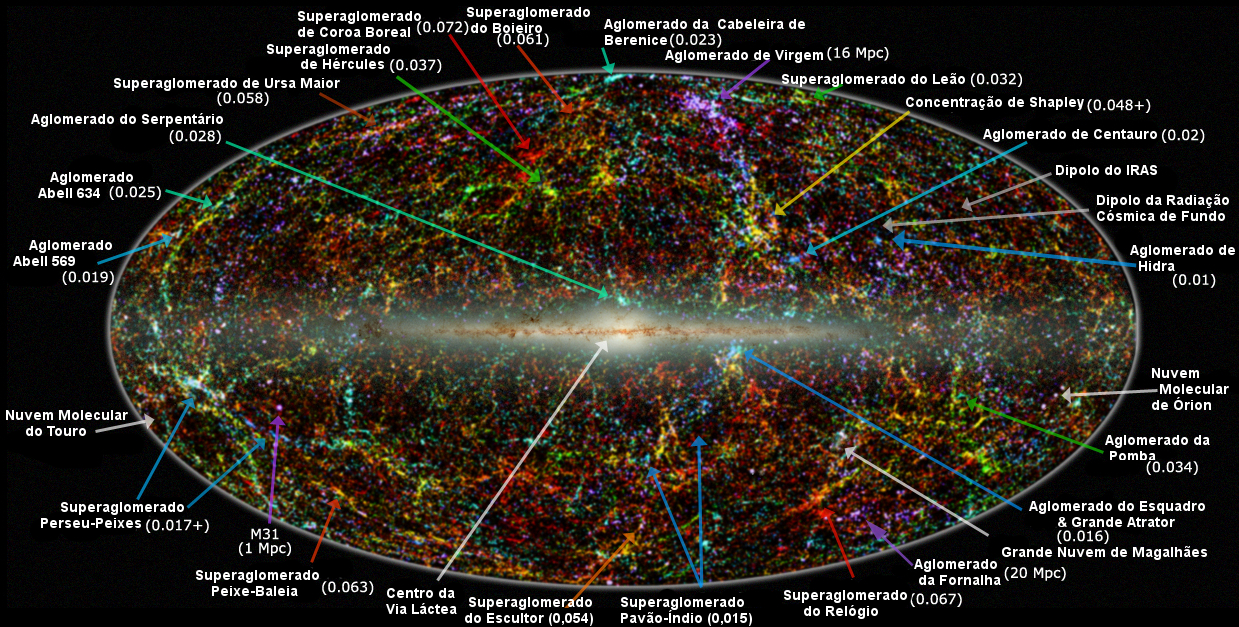
Mapa de distância do universo local, incluindo o superaglomerado do Escultor primário.

A muralha do Escultor é uma superestrutura de galáxias ("muralha de galáxias") relativamente próxima à Via Láctea (desvio para o vermelho de aproximadamente z=0.03), também conhecida como os superaglomerados do Escultor.
Essa superestrutura também é chamada de a "Grande Muralha do Sul", "Muralha do Sul" é só uma analogia à "Gruande Muralha do Norte", ou simplesmente a "Grande Muralha" — a Grande Muralha CfA2. Possui 8000 km/s de comprimento, 5000 km/s de largura, 1000 km/s de profundidade, nas dimensões do espaço de desvio para o vermelho.